# Le Sabre de la vengeance
Pour plus de détails, voir Fiche technique et Distribution.
Le Sabre de la vengeance (en italien I diavoli di Spartivento) est un film d'aventure italien sorti en 1963, réalisé par Leopoldo Savona.

## Synopsis
Trois frères s'unissent pour combattre un puissant duc en Italie à l'époque de la Renaissance.

## Fiche technique
- Titre français : Le Sabre de la vengeance ou Les Princes rebelles[1]
- Titre original italien : I diavoli di Spartivento
- Réalisation : Leopoldo Savona
- Scénario : Leopoldo Savona, Gino Mangini, Roberto Gianviti, Mario Amendola
- Genre : Film d'aventure
- Musique : Francesco De Masi
- Production : Cinemacompar
- Photographie : Pier Ludovico Pavoni
- Montage : Luciano Cavalieri
- Décors : Vittorio Burani, Luciano Del Greco
- Costumes : Rosalba Menichelli, Enrico Rufini
- Durée : 90 minutes
- Pays de production :  Italie
- Langue originale : italien
- Année de sortie : 1963
  - France : 12 décembre 1964 (en province), 7 avril 1965 (Paris)[1]

## Distribution
- Sergio Ammirata : un combattant
- Ugo Sasso : Braccio Da Prato
- Amedeo Trilli : Basilio
- Ugo Silvestri : Duc de Collinalto
- Ignazio Leone : serviteur musicien d'Isabella
- Antonella Murgia : Silvia la tavernière
- Gian Pietro Calasso : serviteur muet d'Eusebio
- Franco Balducci : Capitaine du Duc
- Romano Ghini : Demetrio Duchesca
- Jany Clair : Fiammetta
- Mario Pisu : Eusebio Pimperval
- Giacomo Rossi Stuart : Vannozzo Duchesca
- Michel Lemoine : vicomte Lagover
- Scilla Gabel : Isabella, duchesse Di Collinalto
- John Drew Barrymore : Lotario Duchesca